# Nothronychus

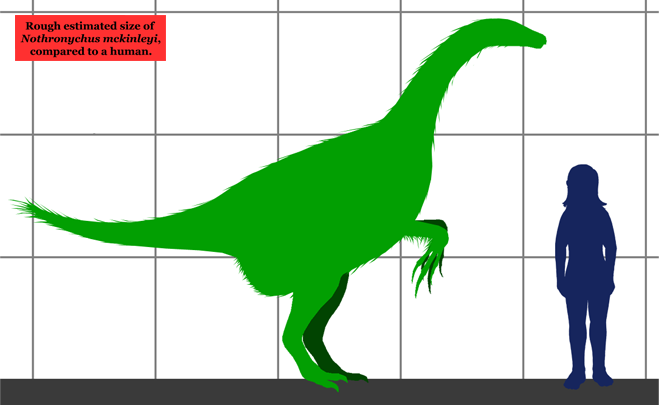
Ungefährer Größenvergleich zu einem heutigen Menschen

Nothronychus ist eine Dinosaurier-Gattung aus der Gruppe der Therizinosauria. Die Art N. mckinleyi, wurde 2001 von James Kirkland und Douglas G. Wolfe nach Funden im Zuni-Becken an der Grenze zwischen New Mexico und Arizona beschrieben.
Diese Funde stammen aus Felsen, die zur „Morono Hill Formation“ gehören, welche auf die frühe Oberkreide (mittleres Turonium) datiert werden. Ein zweites, 2009 als N. graffami beschriebenes Exemplar, wurde in der Tropischen Schieferton (Tropic Shale) Formation in Utah gefunden, welche auf das frühe Turonium, zwischen einer halben und einer Million Jahre vor N. mckinleyi datiert wird.
Der Name Nothronychus bedeutet so viel wie „faule Klaue“.

## Beschreibung
Nothronychus zählt zu den Coelurosauria, der theropoden Gruppe von Fleischfressern, zu denen auch der bekannte Tyrannosaurus gehört. Allerdings wird Nothronychus der Untergruppe der Maniraptora zugeordnet. Diese Theropoden entwickelten sich zu Allesfressern, und im Falle von Nothronychus und seiner Familie sogar zu Pflanzenfressern. Er ging auf seinen zwei Beinen stärker aufrecht als seine fleischfressenden Vorfahren. N. graffami wog rund eine Tonne, war 4,5 bis 6 m lang und 3 bis 3,6 m hoch. N. mckinleyi war nur wenig kleiner.
Eine Rekonstruktion von 40 bis 50 % seines Skeletts, aus zwei unterschiedlichen Spezies, erlaubte den Wissenschaftlern die Beschreibung seiner blattförmigen Zähne mit runden Wurzeln, einem langen Hals, langer Arme mit geschickten Händen und 10 cm langen, gebogenen Krallen an den Fingern, einem großen, dicken Bauch, stämmigen Hinterbeinen und einem relativ kurzen Schwanz. N. mckinleyi unterschied sich von N. graffami darin, dass er weniger robust gebaut war, sowie in einigen Details der Wirbel und durch einen stärker gebogenen Unterarmknochen (Ulna).

## Entdeckung und Spezies
Das erste Fossil, das man später Nothronychus zuordnete wurde von einem Paläontologen-Team im Zuni-Becken in New Mexico entdeckt. Ein Ilium (Hüftknochen) eines Therizinosauriers wurde zunächst irrtümlich als Teil eines neu entdeckten Ceratopsia, des Zuniceratops identifiziert. Bei genauerer Betrachtung stellte sich dann allerdings die wahre Natur des Knochens heraus, und bald fand man auch weitere Knochen. Das von den Paläontologen Jim Kirkland and Doug Wolfe geleitete Team aus New Mexico, veröffentlichte diesen Fund am 22. August 2001 im Journal of Vertebrate Paleontology als Spezies Nothronychus mckinleyi. Allerdings wurde dieser Name bereits am 19. Juni 2001 in einer Kolumne von R.E. Molnar in der Zeitung Arizona Republic veröffentlicht.
Ein zweiter, vollständiger erhaltener Therizinosaurier wurde im Jahr 2000 von Merle Graffam, einem Einwohner der Stadt Big Water in Arizona, in der Tropischen Schieferton (Tropic Shale) Formation von Utah gefunden. Das Gebiet rund um Big Water war das Ziel mehrere Expeditionen von Teams des Museum of Northern Arizona, da es für reiche Vorkommen mariner Fossilien, insbesondere von Plesiosauriern bekannt war. In der späten Kreidezeit befand sich in dieser Region ein seichtes Meer, der Western Interior Seaway, von dem zahlreiche marine Lagerstätten erhalten blieben. Der erste Fund von Graffam (ein großer isoliert aufgefundener Zehenknochen) überraschte die Wissenschaftler, weil klar erkennbar war, dass es sich um ein Teil eines an Land lebenden Dinosauriers handelte, nicht um einen Plesiosaurier. Der Fundort musste jedoch rund 100 Kilometer von der kreidezeitlichen Küstenlinie entfernt gelegen haben. Eine Ausgrabung durch ein Team des Museum of Northern Arizona (MNA) stieß auf weitere Skelettteile anhand derer die Forscher erkannten, dass es sich um einen Therizinosaurier handelte. Dies war das erste Exemplar dieser Dinosaurier-Gruppe, dass man auf dem amerikanischen Kontinent fand. Alle bisherigen Therizinosaurier-Fossilien kamen aus der Mongolei und China.
Das in Utah gefundene und vom Team der MNA untersuchte Exemplar wurde, obwohl es einen kräftigerem Aufbau hat und ungefähr eine halbe Million Jahre älter ist, als naher Verwandter des N. mckinleyi befunden. Dieses ältere Exemplar wurde 2002 in zwei Gesprächsrunden anlässlich des 54. Treffens der Rocky Mountain Geological Society of America erstmals öffentlich erwähnt. Anschließend wurde es in einer Ausgabe des Online-Magazins Arizona Geology als eine sich von N. mckinleyi unterscheidende Spezies bezeichnet, aber nicht benannt. Die Art wurde am 15. Juli 2009 von Lindsay Zanno und deren Kollegen in der Zeitschrift Proceedings of the Royal Society B mit Bezug auf den Entdecker Merle Graffam, als die neue Art Nothronychus graffami benannt und klassifiziert. Ein rekonstruiertes Skelett von N. graffami wird seit September 2007 im Museum of Northern Arizona ausgestellt.